# Spoolde
Spoolde (Sallands: Spoolde, Zwols: Spoelde, met een lange oe) is een buurtschap in de Overijsselse plaats Zwolle. Tot 1 augustus 1967 maakte Spoolde onderdeel uit van de toen bij Zwolle gevoegde gemeente Zwollerkerspel. De plaats ligt op een rivierduin, de Spoolderberg, dat is gevormd in het Preboreaal, een etage van het Holoceen. De oudste sporen van bewoning stammen uit de jonge steentijd.

## Locatie
Spoolde ligt direct ten zuidwesten van Zwolle. Het grenst in het westen aan de rivier de IJssel en aan de provincie Gelderland, in het noorden aan de Zalkerdijk, in het zuiden aan de spoorlijn Amersfoort-Zwolle en in het oosten aan de Zwolse wijk Westenholte, de Westenholterallee (N331) en aan de IJsselallee (N337).
De buurtschap Spoolde omvat drie buurten: Katerveer-Engelse Werk, Spoolde en Vreugderijk. Op 1 januari 2018 woonden er 1.130 personen (632 in Katerveer-Engelse Werk, 313 in Spoolde en 185 in Vreugderijk). Samen met de wijken Stadshagen en Westenholte vormt Spoolde sinds 2012 het Zwolse stadsdeel West.

## Geschiedenis
De Spoolderberg was vroeger een heilige berg en voor de oude Saksen een vergaderplaats. Later werd er een bastion gebouwd als onderdeel van een verdedigingslinie die liep tussen de stad Zwolle en het Katerveer. Deze linie werd ontworpen door Lucas Jansz Sinck. Een deel van de verdedigingswerken is weggespoeld bij een grote overstroming in 1672. Nog in de Tweede Wereldoorlog nam Spoolde binnen de IJssellinie een strategische positie in.

## Natuurgebieden en parken
Spoolde heeft, hoewel het dicht bij het centrum van Zwolle is gelegen, een groen en landelijk karakter. In de buurtschap is langs de IJssel het natuurgebied de Vreugderijkerwaard gelegen waar zeldzame planten en dieren voorkomen. Iets verder op langs de IJssel ligt het Engelse Werk; een in de negentiende eeuw op toen overbodig geworden militaire versterkingen aangelegd park in Engelse landschapsstijl. In de jaren 1980 is het daaraan grenzende Spoolderbos aangeplant.

## Katerveer
In Spoolde bevond zich het Katerveer, een veerdienst waarvan de geschiedenis teruggaat tot de tiende eeuw.
Begin 19e eeuw is er een waterverbinding gegraven tussen de rivier de IJssel en de Zwolse stadsgracht: de Willemsvaart. Onderdeel van die waterverbinding zijn de Katerveersluizen die het mogelijk maken om het verschil in waterniveau tussen IJssel en stadsgracht te overbruggen.

## Heden
Hoewel het landelijke karakter van Spoolde behouden is gebleven lopen door de buurtschap twee grote verkeersaders: A28 van Zwolle via de Nieuwe IJsselbrug naar Amersfoort en de oude Rijksweg van Zwolle naar Wezep via de Oude IJsselbrug. Bovendien grenst de buurtschap aan de Hanzeboog en wordt het door twee waterwegen doorkruist: het Zwolle-IJsselkanaal en de Willemsvaart.

## Organisaties en verenigingen
Spoolde heeft een eigen buurthuis (Eben Haëzer) en er zijn in de gemeenschap verschillende organisaties actief zoals: de Oranjevereniging Spoolde, de Vereniging Buurthuis Eben Haëzer, de Buurttafel, Spoolderbelangen, een Kaartclub en de Ouderengym.